# The Mighty Quinn
The Mighty Quinn (bra: O Poderoso Quinn; prt: O Mistério das Caraíbas) é um filme estadunidense de 1989, dos gêneros drama, ação, suspense e policial, dirigido por Carl Schenkel, com roteiro de Hampton Fancher baseado no romance policial Finding Maubee, de A. H. Z. Carr.

## Sinopse
Xavier Quinn (Denzel Washington) é o chefe da polícia de uma ilha do Caribe, porém é amigo de infância do golpista Maubee (Robert Townsend). Quando o milionário Donald Pater é encontrado decapitado em sua banheira, Maubee é apontado como o principal suspeito, mas Quinn não acredita e decide investigar, mas isso pode afastá-lo de sua esposa Lola (Sheryl Lee Ralph).